# Apogonichthyoides taeniatus
Apogonichthyoides taeniatus är en fiskart som först beskrevs av Cuvier 1828.  Apogonichthyoides taeniatus ingår i släktet Apogonichthyoides och familjen Apogonidae. Inga underarter finns listade i Catalogue of Life.

## Bildgalleri

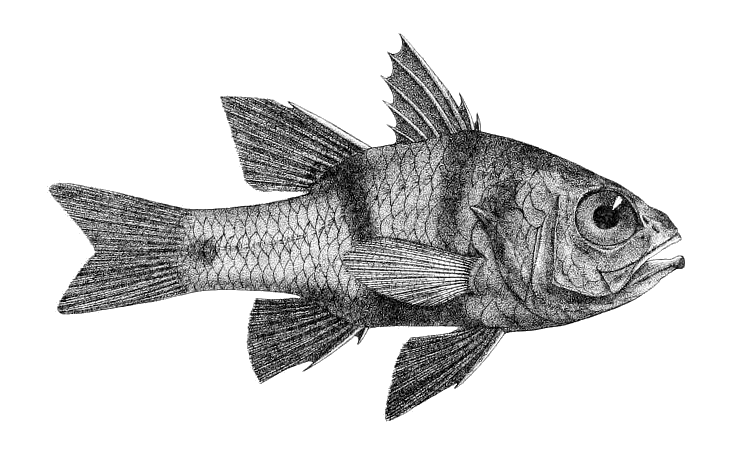
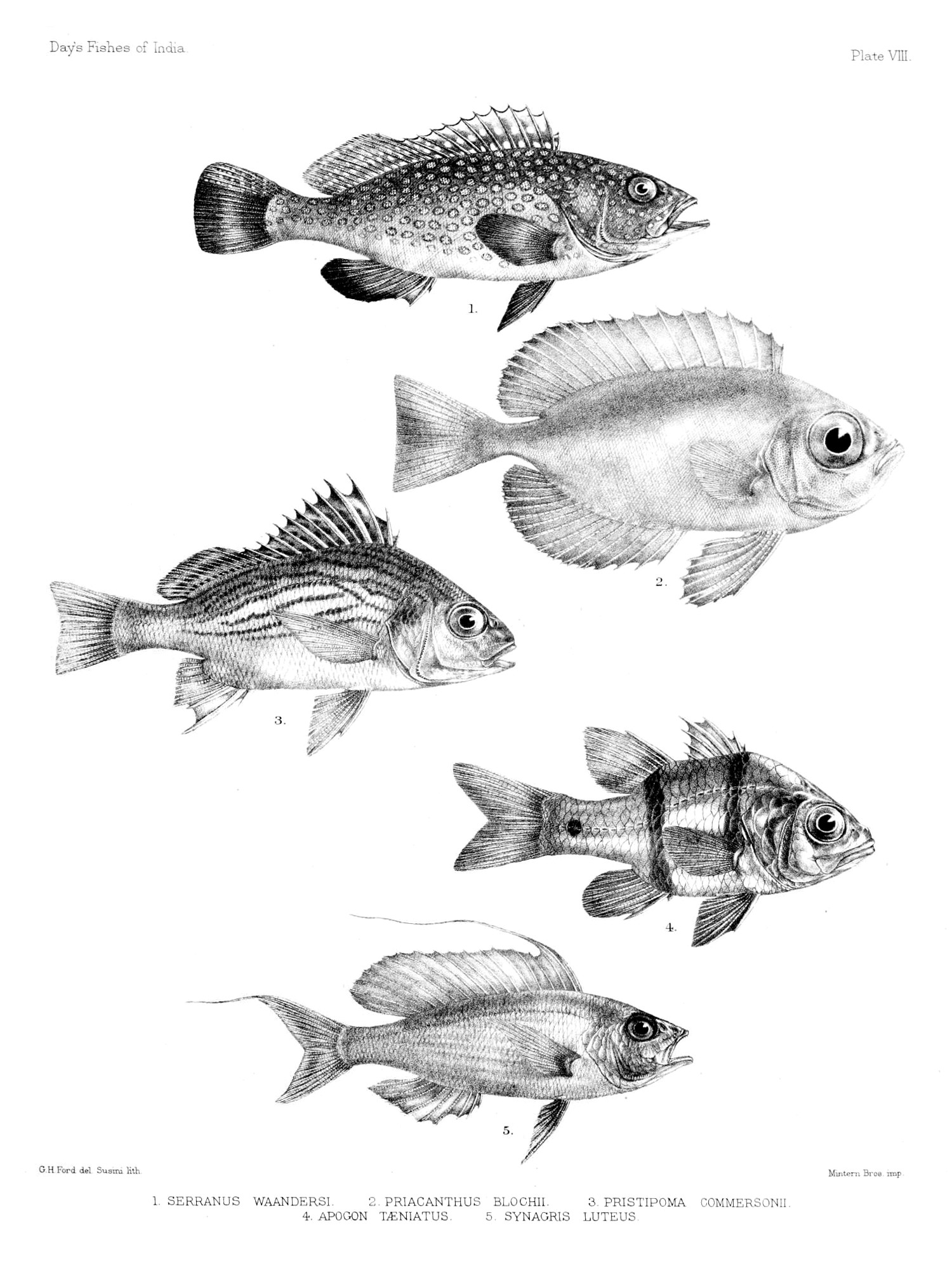